# Виргата
Виргата (англ. virgate; yardland; лат. virgata) — единица измерения площади земельных участков в средневековой Англии, равная 1/4 части гайды. Величина виргаты в разных регионах страны колебалась от 20 до 70 акров, однако наиболее распространённый размер виргаты составлял 30 акров.
Впервые виргата упоминается в «Правде Инэ» конца VII века как базовый размер земельного держания крестьянина от своего сеньора. Первоначально виргата представляла собой полосу пашни шириной в один род (то есть в одну палку для подгона скота) от каждого акра в гайде. Название «виргата» происходит от латинского слова virga, означающего «палка для подгона скота». Позднее виргата превратилась в нормативную единицу площади земельного надела зависимого крестьянина в рамках манориального хозяйства. Если гайда изначально представляла собой земельный участок свободного англосаксонского крестьянина (керла), то виргата — стандартный надел феодально-зависимого виллана.
За пользование виргатой земли были установлены различные отработочные, натуральные и денежные повинности, величина которых сильно различалась по регионам и зависела от воли феодала и традиций, существующих в данном поместье. Эти повинности могли быть очень значительными и доходить до четырёхдневной барщины и крупного денежного оброка. Определение объёма причитающихся феодалу платежей и работ производилось из расчёта виргаты, и при дроблении крестьянских наделов их величина оставалась неизменной на 1 виргату. Хотя стандартный надел виллана составлял 1 виргату, существовали категории крестьян (коттарии и бордарии, прежде всего), которые владели участками площадью меньше половины виргаты. Дробление надела также происходило в процессе наследования и совершения сделок с землёй.